# باربرا هانيغان
باربرا هانيغان هي مغنية أوبرا وموسيقية ومغنية كندية، ولدت في 8 مايو 1971 في Waverley, Nova Scotia ‏ في كندا.

## وصلات خارجية
- الموقع الرسمي
- باربرا هانيغان على موقع IMDb (الإنجليزية)
- باربرا هانيغان على موقع مونزينجر (الألمانية)
- باربرا هانيغان على موقع ميوزك برينز (الإنجليزية)
- باربرا هانيغان على موقع أول ميوزيك (الإنجليزية)
- باربرا هانيغان على موقع ديسكوغز (الإنجليزية)